# Lehigh (rzeka)
Lehigh – rzeka w Stanach Zjednoczonych, w stanie Pensylwania. Ma długość 166 km i jest prawym dopływem Delaware. Płynie przez góry Poconos.